# CJグループ
CJグループ（シージェイ・グループ、朝: 씨제이그룹、英: CJ Group）は、大韓民国の企業グループ。創業者はサムスングループの創業者である李秉喆（イ・ビョンチョル）、現会長は李在賢（イ・ジェヒョン）。キャッチコピーは「Only One」。
1953年にサムスングループ初の製造業として、前身企業となる「第一製糖工業株式会社（朝: 제일제당공업 주식회사）」が設立。CJとは、第一製糖（朝: 제일제당）のラテン文字表記「Cheil Jedang」に由来する。表記の通り製糖業を始めとする食品工業で韓国でトップクラスにまで昇りつめた。
1993年にサムスングループと分離。アメリカの映画会社ドリームワークスSKGへの出資を手がかりに、エンターテインメント事業へも進出。映画製作、映画館経営、ケーブルテレビ放送向け番組制作および配給、インターネットサービスなども手掛けている。

## 沿革
- 1953年8月：「第一製糖工業株式会社」設立。
- 1958年：製糖・製粉事業を開始。
- 1963年：うま味調味料『ミプン』を発表、調味料の分野に進出。
- 1975年：だしの素『ダシダ』を発売開始。
- 1984年：製薬業に進出。
- 1991年：生活用品事業を開始。
- 1993年7月：第一製糖がサムスングループと分離。
- 1996年5月：「第一製糖グループ」結成。
- 1997年4月：第一製糖がサムスングループとの法的分離を完了。
- 1998年：韓国初のシネマコンプレックス（複合映画館）「CJ CGV」を開業。
- 2002年10月：第一製糖株式会社が「CJ株式会社」へ社名変更。「CJグループ」発足。
- 2002年：日本で「シージェイジャパン株式会社」を設立。
- 2007年9月：CJグループが持株会社に組織変更。CJ株式会社の会社分割を実施し、社業会社の「CJ第一製糖」と持株会社の「CJ株式会社」に分割。

## 主な系列会社
韓国
- CJ - 持株会社
- CJ第一製糖 - 加工食品および飼料の製造、バイオ事業
- CJ大韓通運 - 物流大手
- CJ建設
- CJフードビル - 外食事業、Nソウルタワーや釜山タワーの運営
- CJフレッシュウェイ（旧 CJフードシステム） - 給食・食材流通事業
- CJ CGV - シネマコンプレックス事業
- CJ 4DPLEX - 体験型のシアターシート「4DX」の開発
- CJオリーブネットワークス - 韓国最大のビューティ&ヘルスストア「オリーブヤング」の運営
- CJ ENM - エンタテインメント事業、ケーブルテレビチャンネル「tvN」や「Mnet」の運営
  - 放送部門のオンメディア、映画部門のCJエンタテインメント、オンラインゲーム部門のCJインターネット、通販事業のCJオーショッピングなどが合併

日本
- CJ ENM Japan - 日本における音楽テレビ局「Mnet」の運営
- CJ FOODS JAPAN - 日本における食品事業の展開
- CJ Logistics Japan - 日本における物流事業

### 業務終了
- CJインターネットジャパン（現：ネットマーブルジャパン） - 2004年にCJグループと日本のソフトバンクグループが共同設立。BNEIオンラインゲーム事業と業務提携。2014年12月にCJ E&Mオンラインゲーム事業部であるネットマーブルと共にCJグループから分離独立したため、社名をネットマーブルジャパンに移行した[2]。
- CJビクターエンタテインメント - ビクターエンタテインメントとの合弁。2010年設立されたが2017年に業務終了して日本から撤退[3]。
- CJプライムショッピング - 2011年1月にCJオーショッピングが日本の通信販売会社のプライムショッピングを買収。2017年に会社清算。
- CJヘルスケア - 2017年に韓国コルマーに売却
- CJライオン（現：ライオンコリア） - 2017年にライオンに売却
- CJハロー（現：LGハロービジョン） - 2019年にLGユープラスに売却
- エバラCJフレッシュフーズ（エバラ食品工業との合弁企業） - 日本における家庭用チルド商品の販売[4]。2021年10月にエバラ食品工業が所持分株式をCJ FOODS JAPANへ売却、合弁解消。[5][6]2022年1月にCJ FOODS JAPANが吸収合併。[7]

## 主な製品
- ペクソル（朝: 백설：白雪） - 砂糖・塩・食用油などの基本的調味料。
- ダシダ（朝: 다시다） - 韓国の多くの家庭で使われている総合調味料。牛肉、貝、いわし、などさまざまな種類がある。
- ヘチャンドル（朝: 해찬들）- コチュジャン、サムジャン、チュンジャンなど発酵系の調味料。
- ビビゴ（朝: 비비고）- 朝鮮料理の国内およびグローバル向けブランドで餃子、キムチ、麺、飯などのラインナップで商品を展開している。
- ヘッパン（朝: 햇반）- 韓国の代表的なレトルトご飯。
- ミプン（朝: 미풍：味風） - うま味調味料
- ミチョ（朝: 미초：美酢） - フルーツビネガーで、味のラインナップが豊富。
- スパム - ポークランチョンミート。米ホーメル社の国際登録商標であり、同社のライセンスを韓国国内限定で借用する形で、自国で製造している。
- フリーズドライ・冷凍等の加工食品
- 医薬品
- 飼料
- 食品産業用原料など
- 外食事業 - 仁川国際空港ターミナル内のレストラン・フードコートなど